# Eparchia wołgodońska
Eparchia wołgodońska – jedna z eparchii Rosyjskiego Kościoła Prawosławnego, z siedzibą w Wołgodońsku. Należy do metropolii dońskiej.
Erygowana przez Święty Synod Rosyjskiego Kościoła Prawosławnego 27 lipca 2011 poprzez wydzielenie z eparchii rostowskiej i nowoczerkaskiej. Obejmuje terytorium części rejonów obwodu rostowskiego. Jej pierwszym ordynariuszem został 11 września 2011 biskup Korneliusz (Siniajew); pełnił tę funkcję do 30 sierpnia 2019 r. Jego następcą został we wrześniu 2021 r. biskup Antoni (Azizow).